# Ferdinand Leopold Krieger

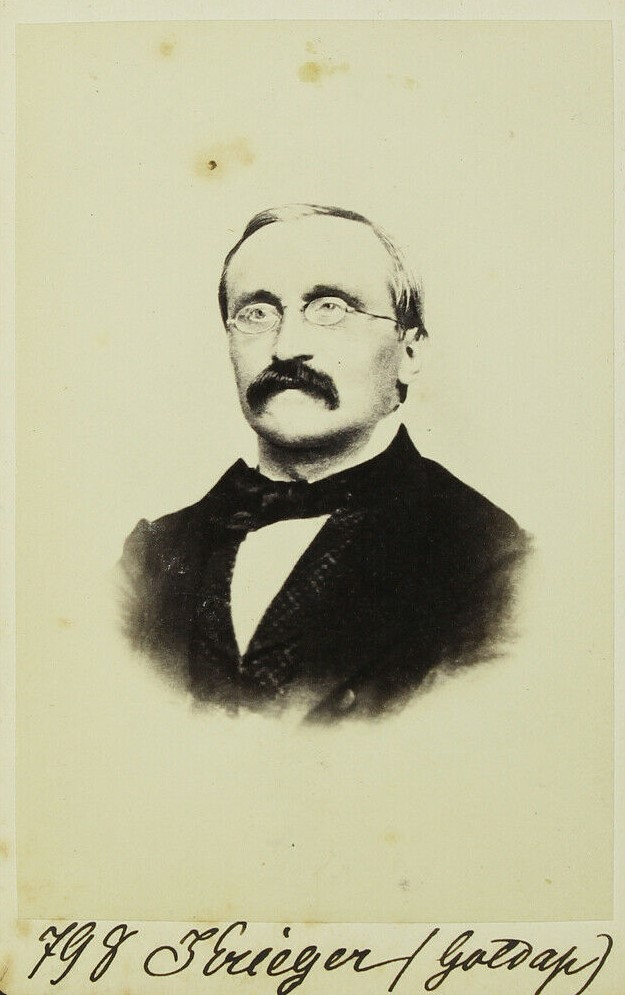
Ferdinand Leopold Krieger

Ferdinand Leopold Krieger (* 16. November 1823 in Angerburg; † 13. Juli 1885 in Königsberg i.Pr.) war ein deutscher Jurist und Abgeordneter in Ostpreußen.

## Leben
Krieger besuchte die Herzog-Albrechts-Schule in Rastenburg und studierte Rechtswissenschaft an der Albertus-Universität Königsberg. Im Wintersemester 1842/43 wurde er wie viele Absolventen seiner Schule mit Ludwig Kersandt im Corps Masovia aktiv. Nach den Examen und der Auskultatorausbildung wurde er Rechtsanwalt und Notar in Goldap, später in Tilsit und Königsberg. Als Justizrat saß er für die Deutsche Fortschrittspartei 1861–1867 im Preußischen Abgeordnetenhaus (Wahlkreis 5,3/Gumbinnen 3: Behrend – Wahlkreis 6/Gumbinnen 4: Fortschritt/Kellner – Wahlkreis 7–9/Gumbinnen 4: Fortschritt). Er starb im 62. Lebensjahr.
Der mit ihm verwandte Ferdinand Krieger (Ingenieur) war 1899–1903 ebenfalls Mitglied des Hauses der Abgeordneten.